# Farinella (gastronomia)
La farinella (povele o farenèdde in apulo-barese; polvere in italiano) è un prodotto culinario tipico del paese di Putignano in Puglia.
È uno sfarinato di ceci e orzo tostati con l'aggiunta di sale.
Nella versione originaria, la farinella era costituita di solo orzo.

## Storia
Da alcune testimonianze certe, raccolte nei documenti delle biblioteche di Putignano e paesi limitrofi, negli ultimi decenni del XVIII secolo, era usata anche quella ricavata dai ceci neri, più economici e friabili di quelli bianchi.
Per produrre la farinella, tante famiglie decidevano di versare in un comune mortaio i legumi che potevano mettere a disposizione che venivano successivamente sbriciolati con un pestello di pietra.
La farinella è stata per tante generazioni di contadini, insieme ai fichi secchi, l'unico pranzo consumato durante i duri lavori dei campi. Veniva portata al lavoro in un sacchetto di tela detto volgarmente "u volze" ed era mangiata in polvere, accompagnata da fichi secchi, erbe commestibili, cipolle selvatiche.
Per la cena i contadini usavano mescolarla con il Macco, una specie di purea di fave.
I signori, gli artigiani ed i commercianti usavano la farinella al naturale sulla pasta al sugo, sulle verdure ben condite, con le patate lessate (schiacciate con la forchetta e condite con olio di oliva e sale), con i fichi freschi e altra frutta di stagione, con le olive, o come dolce, una volta mescolata  con lo zucchero.
Anche oggi è consuetudine consumarlo miscelandolo con sughi o altri intingoli, come se si facesse la tipica "scarpetta" con il pane.

## Curiosità
Questo alimento ha dato il nome alla maschera rappresentativa del carnevale di Putignano. Farinella è anche il titolo di un brano musicale dal carattere allegro, scritto dal musicista fisarmonicista putignanese M°Benedetto Pipoli , tale brano è tipico del periodo carnascialesco e dedicato all'omonima maschera di Putignano. La farinella, oggi come in passato, viene aggiunta al sugo di pomodoro per creare un impiastro denso e squisito; si può anche mangiare con i fichi freschi inzuppandoveli.